# Polkerris
Polkerris – wieś w Anglii, w Kornwalii. Leży 66 km na wschód od miasta Penzance i 345 km na zachód od Londynu.